# Селеты (село)
Селеты (каз. Сілеті, до 2007 г. — Сладководск) — село в Иртышском районе Павлодарской области Казахстана. Расположено в 118 км к юго-западу от центра района Иртышска и в 287 км к северо-западу от областного центра Павлодара. Административный центр Селетинского сельского округа, в который также входят сёла Буланбай и Кызылагаш. Код КАТО — 554667100.

## История
Село Сладководское (с 1979 года — Сладководск) было основано в 1910 году крестьянами-переселенцами на берегу пресного озера со сладким привкусом Сулуколь. Село было центральной усадьбой овцеводческого совхоза «Селетинский», основанного в 1930 году.
13 апреля 2007 года село Сладководск было переименовано в Селеты.

## Население
В 1985 году в селе проживали 2450 человек. В 1999 году население села составляло 771 человек (361 мужчина и 410 женщин). По данным переписи 2009 года, в селе проживало 360 человек (171 мужчина и 189 женщин).